# If Every Day Was Like Christmas
"If Every Day Was Like Christmas" (Lit. "Si cada día fuese como Navidad") es una canción navideña grabada y popularizada por Elvis Presley. El tema fue compuesto por el amigo y guardaespaldas de Elvis, Red West y se editó como disco sencillo con "How Would You Like To Be" en el lado B, este último tema perteneciente a la banda sonora de la película "Ir Happened At The World's Fair" de 1963.  La canción "If Every Day Was Like Christmas" se convirtió en un éxito en el Reino Unido alcanzando un meritorio puesto # 9 del UK Singles Chart manteniéndose en la lista por varias semanas.

## Grabación
Este resultaría ser el primer y único tema navideño grabado por Presley en la década de los 60s  exceptuando la versión acústica en vivo de "Blue Christmas" que Elvis interpretó durante el especial televisivo de la NBC en 1968. Blue Christmas había sido registrada por Elvis en su exitoso Elvis Christmas Album, el álbum con temática navideña más vendido en la historia de la música. 
En el caso de "If Every Day Was Like Christmas" Elvis grabó la canción en el estudio B de la RCA en Nashville, Tennessee, entre los días 10 y 12 de junio de 1966. Durante esas mismas sesiones él registraría "I'll Remember You"  y  parte de su material para su próximo álbum góspel How Great Thou Art".
Se desconoce que número de toma fue el que se escogió para la masterización, ya sea de la parte instrumental como para las voces. 

## Músicos
- Elvis Presley – voz, guitarra
- The Jordanaires – coros
- The Imperials – coros
- Millie Kirkham, Dolores Edgin, June Page – coros
- Boots Randolph, Rufus Long – saxofón
- Scotty Moore, Chip Young – guitarra
- Pete Drake – pedal steel guitar
- Floyd Cramer – piano
- David Briggs, Henry Slaughter – piano, órgano
- Bob Moore, Henry Strzelecki – bajo
- D. J. Fontana – batería
- Buddy Harman – batería

## Ediciones
- "If Every Day Was Like Christmas / How Would You Like To Be" 1966 RCA 47-8950 [2]
- "Elvis Christmas Album" 1970 RCA Camden Pickwick – CBS-9001

- "If Every Day Was Like Christmas" (álbum) 1994 BMG 07863 66482 2 [6]

## Listas
| Listas (1966)    | Posición alcanzada |
| ---------------- | ------------------ |
| Canadá           | 17                 |
| UK Singles Chart | 9                  |

## En la cultura popular
"If Every Day Was Like Christmas" da título a un álbum compilado que incluye las canciones de los álbumes anteriores de Elvis con temas navideños, el "Elvis Christmas Album" y "Elvis Sings The Wonderful World Of Christmas". La canción con el correr de los años se convirtió en una melodía estándar del período vacacional navideño, al igual que ocurriría con las canciones incluidas en el Elvis Christmas Album. 